# SOS über dem Pazifik
SOS über dem Pazifik ist ein Spielfilm aus dem Jahr 1993, der auf einer wahren Begebenheit beruht. Der Film wurde zuerst im amerikanischen Fernsehen gezeigt.

## Handlung
Am 22. Dezember 1978 sollen die jungen Piloten Jay und Frank zwei kleine Cessna-Flugzeuge von den USA nach Sydney überführen, mit Zwischenlandungen in Honolulu, Pago Pago und Norfolk Island. Beim Start in Pago Pago hat Frank mit seiner Maschine einen Unfall, sodass Jay allein über den Pazifik weiterfliegen muss. Jay kommt durch Seitenwind vom Kurs ab und findet Norfolk Island nicht. Der Treibstoff wird knapp.
Jay setzt per Funk einen Hilferuf ab. Sein Radiokompass funktioniert nicht mehr. Gordon Vette, der Pilot eines Air-New-Zealand-Flugs, antwortet. Er hat 88 Passagiere an Bord. Er könnte Jay zum nächsten Flughafen geleiten, wenn er ihn findet. Captain Vette informiert die Passagiere und bittet sie, den Piloten bei der Suche nach dem kleinen Flugzeug zu helfen. Er ändert den Kurs zur vermuteten Position der Cessna. Insbesondere eine an Bord befindliche Schulklasse hält mit Feuereifer Ausschau, jedoch zunächst ohne Erfolg.
Jay hat nur die notwendigsten Navigationsinstrumente in seinem Flugzeug. Die beiden Piloten versuchen, mit teils primitiven Methoden wie „Sonnenhöhe über den Daumen peilen“ die Position des Flugzeugs zu ermitteln. Aber auch eine Radiopeilung und das Erzeugen eines künstlichen Kondensstreifens durch Ablassen von Treibstoff führen nicht zum Erfolg.
Ein Flugzeug der neuseeländischen Luftwaffe, das zu Hilfe kommen soll und die Cessna leicht einpeilen könnte, muss wegen eines aufziehenden Gewittersturms umkehren.
Jay ermüdet nach über 15 Stunden Flug zusehends und denkt mehrfach daran, auch in aussichtsloser Situation eine Notwasserung zu versuchen. Aber der Gedanke an seine hochschwangere Gattin und an das bevorstehende Weihnachtsfest hindern ihn daran.
Als er zu allem Unglück in das Gewitter gerät, finden die Passagiere des Air-New-Zealand-Flugs doch noch das Flugzeug. Das Bodenpersonal des Flughafens Auckland kann ihm den Kurs ermitteln. Jay bringt es trotz seiner Übermüdung fertig, die Cessna durch das Gewitter nach Auckland zu steuern und landet im Gleitflug, nachdem ihm kurz vor der Landebahn auch der Treibstoff ausgegangen ist. Er war 23 Stunden in der Luft.

## Hintergründe
Jay und Gordon, die realen Piloten, wirkten als Berater bei der Herstellung des Films mit und hatten nach der erfolgreichen Landung einen Cameo-Auftritt. Sie blieben nach ihrem Abenteuer in Kontakt. Jay wurde später Pilot bei einer Verkehrsfluggesellschaft, Gordon Vette wurde einige Jahre später pensioniert.